# Seznam členů Senátu Parlamentu České republiky (2004–2006)
Toto je seznam členů Senátu Parlamentu České republiky v 5. volebním období po řádných volbách v roce 2004, kdy se obměnila třetina této komory.

## Obsazení vedoucích postů v rámci horní komory
Přehled obsazení postů ve vedení horní komory, předsedů senátorských klubů a předsedů senátních výborů k 16. 12. 2004:
- Předseda Senátu: Přemysl Sobotka (ODS)
- Místopředsedové Senátu:
  - Petr Pithart (KDU-ČSL)
  - Jiří Liška (ODS)
  - Edvard Outrata (Klub otevřené demokracie)
  - Petr Smutný (ČSSD)
- Předsedové senátorských klubů:
  - Senátorský klub ODS: Tomáš Julínek
  - Senátroský klub KDU-ČSL: Adolf Jílek
  - Klub otevřené demokracie: Soňa Paukrtová
  - Senátorský klub ČSSD: Jan Rakušan
  - Senátorský klub SNK: Josef Zoser
- Předsedové senátních výborů:
  - Organizační výbor: Přemysl Sobotka (ODS)
  - Mandátový a imunitní výbor: Helena Rögnerová (SNK)
  - Ústavně-právní výbor: Jaroslav Kubera (ODS)
  - Výbor pro hospodářství, zemědělství a dopravu: Milan Balabán (ODS)
  - Výbor pro územní rozvoj, veřejnou správu a životní prostředí: Jiří Brýdl (KDU-ČSL)
  - Výbor pro vzdělávání, vědu, kulturu, lidská práva a petice: Václav Jehlička (KDU-ČSL)
  - Výbor pro zahraniční věci, obranu a bezpečnost: Josef Jařab (Klub otevřené demokracie)
  - Výbor pro záležitosti Evropské unie: Luděk Sefzig (ODS)
  - Výbor pro zdravotnictví a sociální politiku: Alena Palečková (ODS)

## Seznam senátorů
Seznam členů Senátu Parlamentu České republiky k 15. 12. 2004:
| Senátní obvod             | Jméno a příjmení senátora | Stranická příslušnost | Volební strana | Senátorský klub          | Rok zvolení      |
| ------------------------- | ------------------------- | --------------------- | -------------- | ------------------------ | ---------------- |
| 1. – Karlovy Vary         | Jan Horník                | nestraník             | SD-SN          | Klub otevřené demokracie | 2004             |
| 2. – Sokolov              | Jan Hadrava               | US-DEU                | Čtyřkoalice    | Klub otevřené demokracie | 2000             |
| 3. – Cheb                 | Ladislav Macák            | ČSSD                  | ČSSD           | ČSSD                     | 2002             |
| 4. – Most                 | Vlastimil Balín           | KSČM                  | KSČM           | nezařazený               | 2004             |
| 5. – Chomutov             | Alexandr Novák            | ODS                   | ODS            | ODS                      | 2000             |
| 6. – Louny                | Miloslav Pelc             | ODS                   | ODS            | ODS                      | 2002             |
| 7. – Plzeň-město          | Jiří Šneberger            | ODS                   | ODS            | ODS                      | 2004             |
| 8. – Rokycany             | Luděk Sefzig              | nestraník             | ODS            | ODS                      | 2000             |
| 9. – Plzeň-město          | Richard Sequens           | nestraník             | US-DEU         | Klub otevřené demokracie | 2002             |
| 10. – Český Krumlov       | Tomáš Jirsa               | ODS                   | ODS            | ODS                      | 2004             |
| 11. – Domažlice           | Petr Smutný               | ČSSD                  | ČSSD           | ČSSD                     | 1996, 2000       |
| 12. – Strakonice          | Josef Kalbáč              | KDU-ČSL               | KDU-ČSL        | KDU-ČSL                  | 2003             |
| 13. – Tábor               | Pavel Eybert              | ODS                   | ODS            | ODS                      | 1996, 1998, 2004 |
| 14. – České Budějovice    | Jiří Pospíšil             | ODS                   | ODS            | ODS                      | 1996, 2000       |
| 15. – Pelhřimov           | Milan Štěch               | ČSSD                  | ČSSD           | ČSSD                     | 1996, 2002       |
| 16. – Beroun              | Jiří Oberfalzer           | ODS                   | ODS            | ODS                      | 2004             |
| 17. – Praha 12            | Edvard Outrata            | nestraník             | Čtyřkoalice    | Klub otevřené demokracie | 2000             |
| 18. – Příbram             | Jaromír Volný             | ODS                   | ODS            | ODS                      | 2002             |
| 19. – Praha 11            | Jan Nádvorník             | ODS                   | ODS            | ODS                      | 2004             |
| 20. – Praha 4             | František Příhoda         | ODS                   | ODS            | ODS                      | 2004             |
| 21. – Praha 5             | Miroslav Škaloud          | ODS                   | ODS            | ODS                      | 2002             |
| 22. – Praha 10            | Jaromír Štětina           | nestraník             | SZ             | Klub otevřené demokracie | 2004             |
| 23. – Praha 8             | Alena Palečková           | ODS                   | ODS            | ODS                      | 1996, 2000       |
| 24. – Praha 9             | Josef Pavlata             | ODS                   | ODS            | ODS                      | 1996, 2002       |
| 25. – Praha 6             | Karel Schwarzenberg       | ODA                   | US-DEU, ODA    | Klub otevřené demokracie | 2004             |
| 26. – Praha 2             | Daniela Filipiová         | ODS                   | ODS            | ODS                      | 2000             |
| 27. – Praha 1             | Martin Mejstřík           | nestraník             | CZ             | Klub otevřené demokracie | 2002             |
| 28. – Mělník              | Jiří Nedoma               | ODS                   | ODS            | ODS                      | 2004             |
| 29. – Litoměřice          | Zdeněk Bárta              | nestraník             | Čtyřkoalice    | KDU-ČSL                  | 2000             |
| 30. – Kladno              | Ladislav Svoboda          | ČSSD                  | ČSSD           | ČSSD                     | 1996, 2002       |
| 31. – Ústí nad Labem      | Pavel Sušický             | ODS                   | ODS            | ODS                      | 2004             |
| 32. – Teplice             | Jaroslav Kubera           | ODS                   | ODS            | ODS                      | 2000             |
| 33. – Děčín               | Josef Zoser               | HNHRM                 | HNHRM          | SNK                      | 2002             |
| 34. – Liberec             | Přemysl Sobotka           | ODS                   | ODS            | ODS                      | 1996, 1998, 2004 |
| 35. – Jablonec nad Nisou  | Soňa Paukrtová            | nestranička           | Čtyřkoalice    | Klub otevřené demokracie | 2000             |
| 36. – Česká Lípa          | Karel Tejnora             | ODS                   | ODS            | ODS                      | 2002             |
| 37. – Jičín               | Jiří Liška                | ODS                   | ODS            | ODS                      | 1996, 1998, 2004 |
| 38. – Mladá Boleslav      | Jaroslav Mitlener         | ODS                   | ODS            | ODS                      | 2000             |
| 39. – Trutnov             | Ivan Adamec               | ODS                   | ODS            | ODS                      | 2002             |
| 40. – Kutná Hora          | Bedřich Moldan            | ODS                   | ODS            | ODS                      | 2004             |
| 41. – Benešov             | Helena Rögnerová          | nestranička           | Čtyřkoalice    | SNK                      | 2000             |
| 42. – Kolín               | Jan Rakušan               | nestraník             | ČSSD           | ČSSD                     | 2002             |
| 43. – Pardubice           | Jiří Stříteský            | ODS                   | ODS            | ODS                      | 2004             |
| 44. – Chrudim             | Petr Pithart              | KDU-ČSL               | Čtyřkoalice    | KDU-ČSL                  | 1996, 2000       |
| 45. – Hradec Králové      | Karel Barták              | nestraník             | nezávislý      | KDU-ČSL                  | 1996, 2002       |
| 46. – Ústí nad Orlicí     | Ludmila Müllerová         | KDU-ČSL               | KDU-ČSL        | KDU-ČSL                  | 2004             |
| 47. – Náchod              | Petr Fejfar               | US-DEU                | Čtyřkoalice    | Klub otevřené demokracie | 2000             |
| 48. – Rychnov nad Kněžnou | Václava Domšová           | nestranička           | SNK ED         | SNK                      | 2002             |
| 49. – Blansko             | Vlastimil Sehnal          | ODS                   | ODS            | ODS                      | 2004             |
| 50. – Svitavy             | Jiří Brýdl                | KDU-ČSL               | Čtyřkoalice    | KDU-ČSL                  | 1996, 2000       |
| 51. – Žďár nad Sázavou    | Josef Novotný             | SNK ED                | SNK ED         | SNK                      | 2002             |
| 52. – Jihlava             | Václav Jehlička           | nestraník             | KDU-ČSL        | KDU-ČSL                  | 1996, 1998, 2004 |
| 53. – Třebíč              | Pavel Janata              | KDU-ČSL               | Čtyřkoalice    | KDU-ČSL                  | 2000             |
| 54. – Znojmo              | Milan Špaček              | KDU-ČSL               | KDU-ČSL        | KDU-ČSL                  | 1996, 2004       |
| 55. – Brno-město          | Tomáš Julínek             | ODS                   | ODS            | ODS                      | 1998, 2004       |
| 56. – Břeclav             | Vladimír Schovánek        | US-DEU                | Čtyřkoalice    | Klub otevřené demokracie | 2000             |
| 57. – Vyškov              | Ivo Bárek                 | nestraník             | ČSSD           | ČSSD                     | 2002             |
| 58. – Brno-město          | Rostislav Slavotínek      | KDU-ČSL               | KDU-ČSL        | KDU-ČSL                  | 2004             |
| 59. – Brno-město          | Milan Šimonovský          | KDU-ČSL               | Čtyřkoalice    | KDU-ČSL                  | 2000             |
| 60. – Brno-město          | Jiří Zlatuška             | nestraník             | LiRA           | Klub otevřené demokracie | 2002             |
| 61. – Olomouc             | Jan Hálek                 | ODS                   | ODS            | ODS                      | 2004             |
| 62. – Prostějov           | Robert Kolář              | US-DEU                | Čtyřkoalice    | ODS                      | 2000             |
| 63. – Přerov              | Jitka Seitlová            | nestranička           | NEZ            | SNK                      | 1996, 2002       |
| 64. – Bruntál             | Jiří Žák                  | ODS                   | ODS            | ODS                      | 2004             |
| 65. – Šumperk             | Adolf Jílek               | KDU-ČSL               | Čtyřkoalice    | KDU-ČSL                  | 2000             |
| 66. – Olomouc             | Vítězslav Vavroušek       | ODS                   | ODS            | ODS                      | 2002             |
| 67. – Nový Jičín          | Milan Bureš               | ODS                   | ODS            | ODS                      | 2004             |
| 68. – Opava               | Josef Jařab               | nestraník             | Čtyřkoalice    | Klub otevřené demokracie | 2000             |
| 69. – Frýdek-Místek       | František Kopecký         | ODS                   | ODS            | ODS                      | 2002             |
| 70. – Ostrava-město       | Liana Janáčková           | nestranička           | NEZ            | SNK                      | 2004             |
| 71. – Ostrava-město       | Milan Balabán             | ODS                   | ODS            | ODS                      | 2000             |
| 72. – Ostrava-město       | Václav Roubíček           | nestraník             | ODS            | ODS                      | 2002             |
| 73. – Frýdek-Místek       | Igor Petrov               | SNK ED                | SNK ED         | SNK                      | 2004             |
| 74. – Karviná             | Ondřej Feber              | US-DEU                | Čtyřkoalice    | Klub otevřené demokracie | 2000             |
| 75. – Karviná             | Eduard Matykiewicz        | KSČM                  | KSČM           | nezařazený               | 2002             |
| 76. – Kroměříž            | Zdeněk Janalík            | ODS                   | ODS            | ODS                      | 2004             |
| 77. – Vsetín              | Jaroslav Kubín            | nestraník             | nezávislý      | nezařazený               | 2000             |
| 78. – Zlín                | Alena Gajdůšková          | ČSSD                  | ČSSD           | ČSSD                     | 2002             |
| 79. – Hodonín             | Alena Venhodová           | ODS                   | ODS            | ODS                      | 2004             |
| 80. – Zlín                | Jiří Stodůlka             | KDU-ČSL               | Čtyřkoalice    | KDU-ČSL                  | 1996, 2000       |
| 81. – Uherské Hradiště    | Josef Vaculík             | KDU-ČSL               | KDU-ČSL        | KDU-ČSL                  | 2002             |